# Ilex pubigera
Ilex pubigera är en järneksväxtart som först beskrevs av C. Y Wu och Y.R. Li, och fick sitt nu gällande namn av S.K. Chen och Y.X. Feng. Ilex pubigera ingår i släktet järnekar, och familjen järneksväxter. Inga underarter finns listade i Catalogue of Life.